# Onthophagus ramosellus
Onthophagus ramosellus är en skalbaggsart som beskrevs av Bates 1891. Onthophagus ramosellus ingår i släktet Onthophagus och familjen bladhorningar. Inga underarter finns listade i Catalogue of Life.